# Jesús Alcántara Núñez
Jesús Sergio Alcántara Núñez (Acambay, estado de México, 21 de junio de 1965) es un político mexicano, actualmente miembro del Partido Verde Ecologista de México y con anterioridad del Partido Revolucionario Institucional. Ha sido en dos ocasiones diputado federal y presidente municipal de Acambay, estado de México.

## Estudios
Jesús Alcántara es licenciado en Ciencias Políticas y Administración Pública egresado de la Universidad Autónoma del Estado de México, tiene un postgrado en Alta Dirección en la Universidad Panamericana, una maestría en Asesoramiento de Imagen y Consultoría Política por la Universidad Pontificia de Salamanca, España; y un doctorado en Administración Pública por la Universidad Anáhuac.

## Carrera política
Inició su actividad política como secretario general del comité municipal del PRI en Acambay de 1997 a 2000, este último año fue electo y asumió la Presidencia Municipal de Acambay, que ejerció hasta 2003. Ese año fue electo diputado suplente a la LV Legislatura del Congreso del Estado de México por el Distrito 13 del estado, siendo diputado propietario Enrique Peña Nieto; a finales de 2004 Peña Nieto solicitó licencia a la diputación al ser postulado candidato del PRI a la gubernatura del estado y en consecuencia Jesús Alcántara asumió la representación legislativa.
Permaneció en dicho cargo hasta 2006 en que fue a su vez electo diputado federal por el Distrito 1 del estado de México a la LX Legislatura. En dicho cargo fue secretario de la comisión especial de la Cuenca Lerma-Chapala-Santiago e integrante de las comisiones de Función Pública; Transportes; y de Seguridad Pública.
Al término de la diputación federal, en 2009, retornó al Congreso mexiquense, nuevamente en representación del distrito 13 a la LVII Legislatura hasta 2012. Mientras ocupaba este cargo, de 2011 a 2012 fue integrante del comité de la campaña presidencial de Peña Nieto, primero como coordinador del movimiento denominado Expresión Política Nacional (EPN) y  luego, presuntamente, como uno de los principales recolectores de fondos para la campaña entre el empresariado, hecho por el que llegaría a ser conocido como el hombre del maletín.
Al asurmir Peña Nieto la presidencia de la República lo nombró director general de la Comisión para la Regularización de la Tenencia de la Tierra (CORETT) el 16 de enero de 2013, hasta 2016, y luego director general del Instituto Nacional del Suelo Sustentable de 2016 a 2018, el 12 de febrero de este último año fue designado subsecretario de Desarrollo Rural de la Secretaría de Agricultura, Ganadería, Desarrollo Rural, Pesca y Alimentación, siendo titular de la misma José Calzada Rovirosa.
Fue electo por segunda ocasión diputado federal, en esta ocasión por la vía plurinominal y postulado por el Partido Verde Ecologista de México. Electo a la LXIV Legislatura, es secretario de la comisión de Desarrollo Metropolitano, Urbano, Ordenamiento Territorial y Movilidad, e integrante de las comisiones de Comunicaciones y Transportes, y de la de Presupuesto y Cuenta Pública.